# 全黑烏䲁
全黑烏䲁（學名：Atrosalarias holomelas），為輻鰭魚綱鳚形目䲁科烏䲁屬的一種，分布於太平洋蘇門答臘到社會群島，北至琉球群島，南至新喀里多尼亞與東加海域，深度1至20公尺，本魚體長橢圓形，稍側扁，頭鈍短，頭部有觸鬚，上下唇具鋸齒緣，成魚深褐色的到黑色，稚魚均勻淡黃色，背鰭高而大型且與尾柄以鰭膜相連，背鰭硬棘10枚、背鰭軟條19-21枚、臀鰭硬棘2枚、臀鰭軟條18-20枚，體長可達14.5公分，棲息在沿海珊瑚礁區，通常躲在死珊瑚洞穴，以藻類為食，雌魚產附著性卵，雄魚有護卵行為。